# Explicación científica
Una explicación científica es una explicación de un fenómeno a partir de una teoría científica. Una explicación satisfactoria de un fenómeno debe poder dar cuenta de por qué ese fenómeno, y no otro, era de esperarse. Según esta perspectiva, una explicación científica de un fenómeno F es una respuesta a la pregunta «¿por qué sucedió F?», aunque algunos autores sostienen que una explicación es una respuesta a la pregunta «¿cómo sucedió F?».
En general se piensa que las explicaciones científicas están muy ligadas a las predicciones científicas. Mientras las explicaciones son acerca de fenómenos que ya ocurrieron, las predicciones son acerca de fenómenos que todavía no ocurren.
Existen varias propuestas sobre cómo debe entenderse a la explicación científica. Algunas de ellas son: la explicación como argumento; la explicación causal; la explicación teleológica; la explicación inductivo-estadística.

## Motivación
En términos generales, se acepta que los objetivos de la ciencia moderna son describir, explicar y predecir el comportamiento del mundo que nos rodea. Sin embargo, en qué consiste cada uno de ellos no resulta tan obvio como podría parecer, a la vez que tampoco resulta evidente cuál es la relación que hay entre explicación, descripción y predicción científicas. 
Las cuestiones acerca de qué es una explicación científica (y qué no lo es) y cómo explican las diferentes ciencias constituyen algunos de los problemas clásicos de la filosofía de la ciencia (o epistemología) de la segunda mitad del siglo XX. 
Se trata de toda una problemática que se extiende por los dominios de la ontología, la gnoseología, la metodología y la praxiología de la investigación científica. A su vez, esta problemática es el contexto de agitados debates y controversias que trascienden el interés de los científicos y los filósofos: por ejemplo, las discusiones sobre la reducción (especialmente en las «ciencias del hombre») y los límites de la ciencia (lo que puede o no puede). Un caso de especial interés relacionado con esta última controversia es la discusión entre el realismo científico y antirrealismos de diverso cuño, en particular, el instrumentalismo, que sostiene que los modelos y teorías científicos no buscan representar aspectos de la realidad, sino que son instrumentos de predicción. Así por ejemplo, para decidir acerca del valor que ha de darse a un modelo que intenta explicar, por ejemplo, por qué persisten regiones sumidas en la pobreza en una época en la que somos capaces de producir más riqueza que nunca antes o por qué está declinando o se ha extinguido determinada población biológica, es necesario tener una idea de qué relación hay entre los modelos (y teorías) científicos y los hechos a los que esos modelos se refieren.
El interés por saber con precisión qué es una explicación científica tiene múltiples raíces y si bien quienes estudian el problema son los filósofos de la ciencia, se trata de una cuestión que, como sugieren los ejemplos anteriores, no solo atañe a los especialistas. Veamos otro ejemplo: se supone que la actividad científica es uno de los motores de la sociedad moderna; desde el punto de vista práctico, porque sirve de base al desarrollo tecnológico; desde el punto de vista conceptual, porque proporciona información y marcos interpretativos acerca de los qué, cómo y por qué del mundo, incluida la propia humanidad. En relación con esto último, una mejor comprensión de la sociedad moderna requiere un conocimiento más profundo acerca de qué es la ciencia, qué la impulsa, cuáles son sus posibilidades y sus límites, si es necesario someterla a algún tipo de control, etc. A la vez, como hemos dicho, se supone que ofrecer explicaciones es uno de los objetivos de la ciencia, por lo que saber qué es una explicación científica es parte de la empresa de saber qué es la ciencia, intento que a su vez es parte de conocer cómo es (y cómo puede ser) la sociedad moderna.
Otro importante motivo de los estudios sobre la explicación radica en el deseo de perfeccionar ciertos aspectos metodológicos de la investigación científica. Se trata, pues de un interés tanto descriptivo como normativo. Para poder decidir qué estrategias de indagación se deben utilizar para producir mejores explicaciones hay que saber previamente en qué consiste una buena explicación científica. Estas cuestiones metodológicas giran en torno al intento de hacer la investigación científica más eficiente, vale decir conseguir mejores resultados científicos con menor esfuerzo y en menor tiempo.

## Historia del problema
Los intentos de precisar qué es una explicación pueden rastrearse hasta Parménides y quizá antes. Parménides sostenía que «dado que las verdades nunca implican falsedades, y dado que la sustancia es una y verdadera, en tanto que las apariencias son muchas y confusas, la explicación de las apariencias por la sustancia es imposible». El problema, como señala Joseph Agassi: «está aún con nosotros. La mayoría de las más recientes teorías de la explicación siguen siendo vulnerables a la crítica de Parménides: consideran que la explicación es deductiva, aun cuando las teorías científicas habitualmente entran en conflicto con sus supuestos».
A pesar de la antigüedad de la pregunta, el primer tratamiento formal detallado del problema de la explicación científica no apareció hasta mediados del siglo XX. El mérito le corresponde al artículo de Carl Hempel y Paul Oppenheim (1948) Studies in the logic of explanation, publicado en 1948, en el que se presenta el renombrado modelo de explicación científica por cobertura legal. Pese a las preocupaciones de Parménides, pero siguiendo otra antiquísima tradición, Hempel y Oppenheim (1948) interpretan que las explicaciones son argumentos deductivos, en los cuales las premisas explican un hecho (o una regularidad) descrito por la conclusión del argumento. En otras palabras, según el modelo de cobertura legal, explicar un hecho (o una regularidad) es incluir ("subsumir") su descripción en una generalización. La importancia de Hempel y Oppenheim (1948) consiste en que su intento de clarificar cómo es que las explicaciones proveen comprensión, así como cuáles son los requisitos necesarios y suficientes para una explicación apropiada, se funda en un aparato técnico mucho más sofisticado que el utilizado por sus antecesores. 
Según H&O, en virtud de su estructura argumental, una explicación científica se caracterizaría por la propiedad de "previsibilidad nómica" (nomic expectability, en inglés): dado el explanans (o sea, las premisas del argumento), el explanandum (la conclusión) resulta esperable o previsible. Si se trata de un argumento deductivo, esa previsibilidad es una certeza absoluta (más tarde Hempel propondrá el modelo estadístico inductivo en el que la previsibilidad consiste en una "elevada probabilidad". Una consecuencia de lo anterior es la tesis de simetría entre la explicación y la predicción. Según el modelo de cobertura legal la explicación y la predicción científicas son estructuralmente idénticas: solo se distinguen porque en la primera el hecho esperable ya ha ocurrido, en tanto que en el segundo caso, el hecho aún está por suceder. .
El ahora célebre artículo de Hempel y Oppenheim suscitó una cascada de críticas y tentativas de enmienda que se transformó rápidamente en la columna vertebral del debate sobre la explicación científica en el siglo XX y en la base de la noción de explicación científica propia de la "concepción heredada" en filosofía de la ciencia.

## Modelos de la explicación
Los intentos filosóficos contemporáneos de dilucidar la noción de explicación científica pueden clasificarse en, al menos, tres grandes enfoques: el epistémico, el óntico y el pragmático.
Conviene hacer hincapié en que estas investigaciones no consisten en una investigación psicológica de los procesos mentales que tienen lugar en los sujetos que comprenden algo gracias a una explicación. Tal estudio, si bien pertinente e interesante, correspondería no a la filosofía de la ciencia sino a la psicología de la ciencia. En cambio, el enfoque filosófico es puramente conceptual. Hempel y Oppeneim, por ejemplo, solo tratan los aspectos lógicos de las estructuras explicativas de la ciencia. Otros autores incorporan el aspecto óntico (Salmon, Machamer, etc.) u ontológico (Bunge) de la explicación, pero siempre su cometido es dilucidar el concepto de explicación científica en términos de un modelo o teoría que capture las características centrales de eso que los científicos llaman explicación. También debe quedar claro que este intento no siempre es meramente descriptivo. En algunos casos, los análisis que ofrecen estos autores son también normativos: no solo dicen como son las mejores explicaciones de la ciencia, sino también como debe ser una buena explicación científica.

### El modelo epistémico
El enfoque epistémico se basa en una idea que se remonta por lo menos a Aristóteles, según la cual las explicaciones son argumentos. Ejemplos de la aplicación de este enfoque son los tres submodelos incluidos en el modelo de cobertura legal estudiado principalmente por Hempel, así como la explicación por unificación, propuesta por el estadounidense Michael Friedman, pero cuyo principal propulsor ha sido el británico Philip Kitcher.

### El modelo óntico
El enfoque óntico (tal lo ha llamado W. Salmon) se funda en la idea de que una explicación consiste mostrar cómo el hecho que se desea explicar se ajusta a la estructura causal del mundo. Tal es la base del modelo de explicación causal propuesto por el filósofo norteamericano Wesley C. Salmon. También dentro de este enfoque se encuentran los modelos de explicación científica que invocan mecanismos (causales o no, junto con leyes o con prescindencia de ellas). Entre ellos, los más prominentes son la explicación «mecanísmica» defendida por el argentino Mario Bunge y las diferentes explicaciones mecanicistas descritas por los estadounidenses William Bechtel, Stuart Glennan, Peter Machamer y colaboradores.

### El modelo pragmático
El enfoque pragmático de la explicación, en versiones de Peter Achinstein o Bas Van Fraassen, se desarrolla a partir de la idea de que las explicaciones responden a preguntas cuyo sentido está condicionado por el contexto pragmático en el que se formula la pregunta.